# Angier
Angier é uma cidade localizada no estado norte-americano de Carolina do Norte, no Condado de Harnett.

## Demografia
Segundo o censo norte-americano de 2000, a sua população era de 3419 habitantes. 
Em 2006, foi estimada uma população de 4165, um aumento de 746 (21.8%).

## Geografia
De acordo com o United States Census Bureau, a localidade tem uma área de 5,9 km², dos quais 5,9 km² cobertos por terra e 0,0 km² cobertos por água. Angier localiza-se a aproximadamente 89 m acima do nível do mar.

## Localidades na vizinhança
O diagrama seguinte representa as localidades num raio de 20 km ao redor de Angier. 